# Temporada do Club Universitario de Deportes de 2017
O Club Universitario de Deportes em 2017, participou de duas competições: Campeonato Peruano e Copa Libertadores.

## Competições

### Campeonato Peruano
O Campeonato Descentralizado de 2017 foi a 101ª edição da Primeira Divisão Peruana e a 52ª com o nome de Descentralizado.

#### Torneo de Verano
| Classificação - Grupo B | Classificação - Grupo B   | Classificação - Grupo B | Classificação - Grupo B | Classificação - Grupo B | Classificação - Grupo B | Classificação - Grupo B | Classificação - Grupo B | Classificação - Grupo B | Classificação - Grupo B |
| Pos                     | Time                      | PG                      | J                       | V                       | E                       | D                       | GP                      | GS                      | SG                      |
| ----------------------- | ------------------------- | ----------------------- | ----------------------- | ----------------------- | ----------------------- | ----------------------- | ----------------------- | ----------------------- | ----------------------- |
| 4                       | Universitario de Deportes | 19                      | 14                      | 8                       | 3                       | 3                       | 24                      | 15                      | +9                      |

#### Torneo Apertura
| Classificação | Classificação             | Classificação | Classificação | Classificação | Classificação | Classificação | Classificação | Classificação | Classificação |
| Pos           | Time                      | PG            | J             | V             | E             | D             | GP            | GS            | SG            |
| ------------- | ------------------------- | ------------- | ------------- | ------------- | ------------- | ------------- | ------------- | ------------- | ------------- |
| 5             | Universitario de Deportes | 26            | 15            | 7             | 5             | 3             | 20            | 14            | +6            |

#### Torneo Clausura
| Classificação | Classificação             | Classificação | Classificação | Classificação | Classificação | Classificação | Classificação | Classificação | Classificação |
| Pos           | Time                      | PG            | J             | V             | E             | D             | GP            | GS            | SG            |
| ------------- | ------------------------- | ------------- | ------------- | ------------- | ------------- | ------------- | ------------- | ------------- | ------------- |
| 4             | Universitario de Deportes | 29            | 15            | 9             | 3             | 3             | 29            | 19            | +10           |

#### Classificação Geral
O Universitario terminou na quarta posição e se classificou para a Copa Libertadores no ano seguinte.
| Classificação | Classificação             | Classificação | Classificação | Classificação | Classificação | Classificação | Classificação | Classificação | Classificação |
| Pos           | Time                      | PG            | J             | V             | E             | D             | GP            | GS            | SG            |
| ------------- | ------------------------- | ------------- | ------------- | ------------- | ------------- | ------------- | ------------- | ------------- | ------------- |
| 4             | Universitario de Deportes | 74            | 44            | 21            | 12            | 11            | 68            | 51            | +17           |

### Copa Libertadores
A Copa Libertadores 2017 foi a quinquagésima oitava edição do mais importante torneio de clubes da América do Sul, organizado pela Confederação Sul-Americana de Futebol. O Universitario enfrentou o Deportivo Capiatá na segunda fase.
Segunda fase
| 2 de fevereiro | Deportivo Capiatá | 1 – 3     | Universitario                          |                 |  |
| 21:15 (UTC−3)  | Gamarra 69'       | Relatório | Gómez 14' · Rengifo 29' · Manicero 82' | Público: 12 000 |  |

| 9 de fevereiro | Universitario | 0 – 3     | Deportivo Capiatá            |                 |  |
| 19:15 (UTC−5)  |               | Relatório | Gamarra 13', 34' · Pérez 66' | Público: 25 000 |  |